# Bockwurst

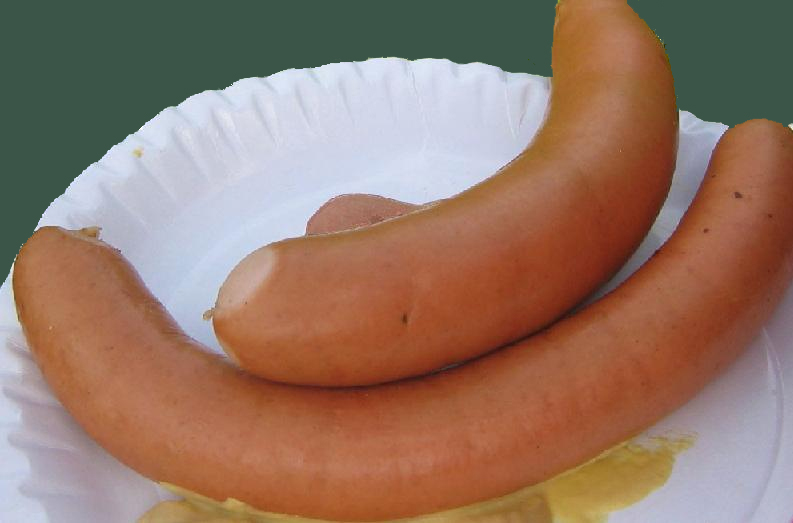
Bockwurst.

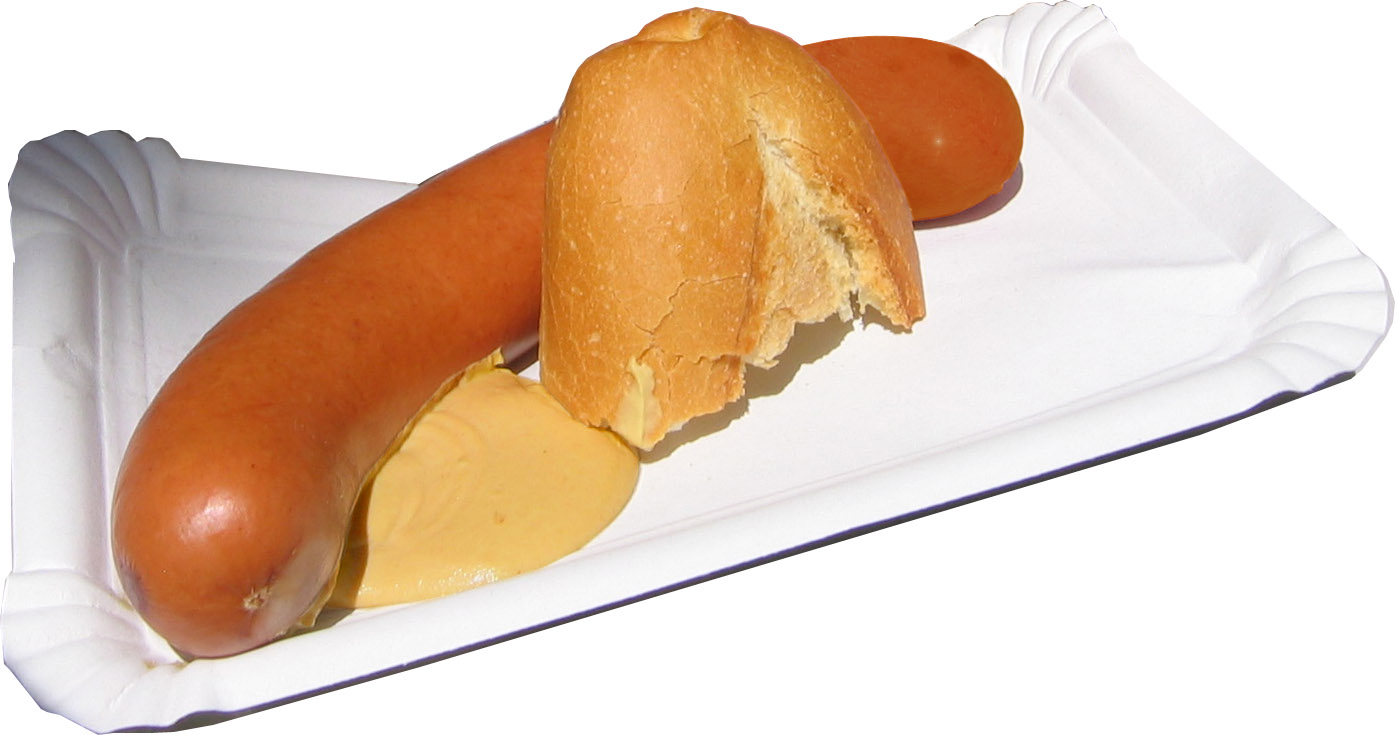
Una Bockwurst callejera, con pan y mostaza.

La Bockwurst es una salchicha procedente de la cocina alemana. Habitualmente se sirve con una cerveza del tipo Bockbier. Forma parte de las llamadas Brühwurst (salchicha escaldada), en contraposición a las Bratwurst. Esta salchicha también se conoce como Knobländer o Brühpolnische en Alemania.

## Composición y elaboración
Se compone exclusivamente de un 85% de carne muy finamente picada, sal, pimentón y pimienta blanca. La carne puede ser de diferentes animales, tales como vaca, cerdo, oveja, caballo y pequeñas aves y carne de caza menor. En algunas regiones se llega a emplear como relleno carne de pescado. Un elemento en común es la tripa natural que se emplea para hacer su embutido.
El contenido cárnico de la salchicha se cuece y se embute en la tripa y posteriormente se ahuma durante unas semanas, este proceso es el que le proporciona ese color cobrizo en su exterior. Todo el proceso de elaboración está sometido a rigurosos controles legales (Reinheitsgebot).

## Historia
La creación de esta salchicha data del año 1893 y es obra del restaurador berlinés Robert Scholtz y del carnicero Benjamin Lowenthal. El primero la sirvió por primera vez en su pub (Kneipe) de la calle Skalitzer 46 B (esquina con Wendenstraße).